# 20 novembre 1970
Le vendredi 20 novembre 1970 est le 324e jour de l'année 1970.

## Naissances
- Phife Dawg (mort le 22 mars 2016), rappeur américain
- Juan Pablo Raies, pilote de rallyes argentin
- Satoshi Shiki, mangaka japonais
- Brian Conrad, mathématicien américain
- Belinda Granger, triathlète professionnelle australienne
- Gunnar Solka, acteur allemand
- Kim Bauermeister, athlète allemand, spécialiste du 3 000 m steeple
- Stéphane Houdet, joueur de tennis droitier français de handisport
- Faissal Ebnoutalib, taekwondoïste allemand
- Sabrina Lloyd, actrice américaine
- Joel Gion, percussionniste rock américain
- Matt Blunt, homme politique américain
- Jean-François Cayrey, comédien français

## Décès
- John Louis Clarke (né le 10 mai 1881), sculpteur amérindien sourd
- G Dallas Hanna (né le 24 avril 1887), paléontologue américain
- Pierre Le Brun (né le 28 octobre 1906), syndicaliste français
- Udo Heilmann (né le 4 mai 1913), commandant de U-boot pendant la Seconde Guerre mondiale

## Autres événements
- Création de l'agence de voyage Selectour
- Sortie française du film Le Voyou
- Election de Miss Monde 1970 : Jennifer Hosten, Miss Grenade
- Sortie française du film L'Indien